# Чёрная кабарга
Чёрная кабарга (лат. Moschus fuscus) — парнокопытное млекопитающее из семейства кабарговых. Населяет юго-западный Китай, северную Бирму, северо-восточную Индию, Бутан, восточный Непал. 

## Внешний вид и строение
M. fuscus выглядит как маленький олень с длинными мощными задними конечностями по сравнению с передними и без рогов. У чёрной кабарги большие и хорошо развитые уши и глаза. Самцы и самки имеют одинаковый размер, от 70 до 100 см в длину и весом 10 и 15 кг, и у них обычно густой коричневый мех. Географический вариации окраски. Верхние клыки самцов саблевидные, а у самок нет. У зрелых самцов есть мускусная железа, а у самок — два соска.

## Размножение
У чёрной кабарги период спаривания начинается от конца ноября до декабря и продолжающиеся примерно один месяц. Для них характерна полигиния, самец спаривается более чем с одной самкой за сезон. В период размножения самцы помечают свой участок выделениями мускусной железы.

## Беременность и развитие
Беременность длится примерно шесть месяцев, роды обычно происходят в июне или июле. Как правило, самки рожают одного или двух детёнышей. Новорожденные весят около 500 г и имеют пятнистую окраску. Мать заботится о детёнышах в течение нескольких месяцев, пока не происходит отлучение. Этот процесс обычно занимает от трех до четырех месяцев. В шесть месяцев молодые особи, как правило, вырастают до размеров взрослых, но половой зрелости достигают только в 18 месяцев.

## Забота о потомстве
О заботе о потомстве у чёрной кабарги известно мало. Самки, очевидно, заботятся о потомстве в одиночку и без помощи самцов в течение 3—4 месяцев. Как правило, молодые особи следуют за своими матерями в течение всего этого периода, а мать защищает детёнышей и ухаживает за ними.

## Экономическое значение
Выделения мускусных желез взрослых самцов используются в парфюмерной индустрии. На чёрную кабаргу охотятся ради заработка. В 1980-х годах был период, когда мускус взрослой кабарги стоил в четыре раза дороже золота того же веса, из-за высокого спроса сырьё для парфюмерной промышленности. Другая причина, по которой охотятся на чёрную кабаргу, связана с убеждением, будто её мускус имеет лечебные свойства. Он традиционно используется как успокаивающее средство и стимулятор.

## Угрозы и охрана
Из-за чрезмерной охоты в Красной книге МСОП этому таксону присвоен охранный статус «Вымирающие виды» (EN). Другим фактором, сокращающим численность чёрной кабарги является потеря среды обитания в результате сведения лесов. Никаких серьёзных мероприятий по защите этого вида не проводится.